# Сарвановский
Сарвано́вский (также Вулсуол, Вунсуол — кильд. саам. вунн — залив, суол — остров, Бережной, Сорвановых.) — остров на Кольском полуострове, Мурманская область, в акватории Умбозера. Наивысшая точка острова — 198 метров. Площадь — 2 км²
Остров расположен напротив центральной части полуострова в юго-восточной части Умбозера, на расстоянии всего 180 метров от берега в районе устья Кицы. Остров имеет вытянутую с запада на восток форму длиной 4,15 километров и шириной от 2,3 километра на западе до 700 метров в центральной части, являясь самым крупным островом Умбозера.
Остров холмистый на западе (сопки высотой до 198 метров) и равнинный к востоку. Каменистый пляж западного побережья переходит в крутой песчаный обрыв. Редкие сосны.
Остров Сарвановского используется рыболовной промышленностью. По закону «О рыболовстве и сохранении водных биоресурсов» от 1 января 2009 года остальная акватория озера находится в пользовании ООО «Хибиногорский рыбак», а остров Сарвановского — СПК РК «Всходы коммунизма».
Добраться до острова можно по просёлочной дороге из Кировска до моста через Кицу. Раньше из Кировска до станции Умба в посёлке Октябрьский можно было добраться на поезде, но в 2007 году железная дорога была разобрана. Расстояние от посёлка Октябрьского до острова по дороге — около 24 километров.
Интересным фактом является наличие на острове магнитной аномалии, сбивающей показания компаса — стрелка вместо севера показывает на юго-восток.

## История
В 1910 году остров посетил шведский этнограф для того чтобы добыть лопарские скелеты, для этого этнограф тайком разрыл лопарское кладбище на острове.
В 1920-е года на острове жили братья Сорвановы (саамы), имеющие свои стада оленей.